# 横山朋哉
横山 朋哉（よこやま ともや、2000年3月20日 - ）は、日本の男性キックボクサー。群馬県太田市出身。リーブルロア所属。現Krushスーパーフェザー級王者。実兄は同じくK-1fighterの横山巧。

## 来歴
子供の時に八木橋道場にて顔面パンチありのグローブ空手を始める。
三兄弟とも空手界で輝かしい成績を残す。同じ大会では初代RISE QUEENミニフライ級王者の寺山日葵が出ていた。
高校生になるとリーブルロア所属になり、K-1甲子園でKrushスーパーバンタム級王座の璃明武を下している。
アマチュアの時に、第13回J-NETWORKアマチュア全日本大会～秋の陣～ Aリーグトーナメント フェザー級で優勝した。
高校生最後のK-1甲子園2017ではKOを連発し準優勝した。
K-1 JAPAN GROUPでは4戦4勝（3KO）と無敗街道を突き進む。2019年8月のKrush後楽園大会で朝久泰央に敗れて連勝記録はストップしたが、2020年は後のKrushスーパー・フェザー級王者中島千博、元K-1甲子園王者＆Krushスーパー・フェザー級王者・西京佑馬に連勝し、Krushスーパー・フェザー級においてトップファイターの地位を築いた。
K'FESTA.4で野田哲司と対戦予定であったが、カード変更があり、月心会のアウトサイダー佑典と対戦し衝撃的なフックを放ち1R0:29秒でKOするなどインパクトのある試合をした。
フェザー級のトーナメントではteam ALL-WIN所属の松本涼雅を豪快失神KOし、準優勝では山本優弥の弟山本直樹と対戦し1Rダウンするものの2R凄まじいパンチで逆転KOをした。
決勝で中島千博に惜しくも敗戦。Krushのベルトを逃した。
K-1 WORLD GP 2022 JAPAN～よこはまつり～ではK-1 WORLD GP第5代スーパー・フェザー級王座決定トーナメントではかつてK-1グループで誰もKOしたことがないスタウロス・エグザコスティディスをハイキックでKOした。
しかし、スタウロス・エグザコスティディス戦で足をけがしてしまい、朝久裕貴と対戦したときは踏ん張りが効かずKO負けしてしまった。
K-1横浜武道館大会では大岩龍矢と対戦。トーナメントの3位決定戦とされており、絶対に負けられない戦いだった。お互いダウンを喫したが判定勝ち。

ReBOOT～K-1 ReBIRTH～で元K-1王者江川優生と対戦。世間ではやや、江川有利だと思われていたが被弾をせず自分の攻撃を当て続け、判定勝ち。また、この試合に向けて群馬から東京まで練習に通っていた。

## 戦績
| キックボクシング 戦績 | キックボクシング 戦績 | キックボクシング 戦績 | キックボクシング 戦績 | キックボクシング 戦績 | キックボクシング 戦績 | キックボクシング 戦績 |
| --------------------- | --------------------- | --------------------- | --------------------- | --------------------- | --------------------- | --------------------- |
| 25 試合               | (T)KO                 | 判定                  | その他                | 引き分け              | 無効試合              |                       |
| 21 勝                 | 11                    | 10                    | 0                     | 0                     | 0                     |                       |
| 4 敗                  | 1                     | 3                     | 0                     | 0                     | 0                     |                       |

| 勝敗 | 対戦相手                         | 試合結果                      | 大会名 | 開催年月日     |
| ○    | マシュー・ダールマン             | 1R KO（三日月蹴り）           | K-1beyond2025【K-1スーパーフェザー級王者決定戦準決勝】                                                          | 2025年5月31日  |
| ○    | イゴール・ベクレフ               | 3R+延長 KO（左ボディブロー）  | K-1beyond2025【K-1スーパーフェザー級王者決定戦1回戦】                                                           | 2025年5月31日  |
| ○    | 松山勇汰                         | 3R 0分37秒KO（左ボディ）      | Krush.169【krushスーパーフェザー級タイトルマッチ】                                                              | 2024年12月8日  |
| ○    | カベロ・モンテイロ               | 1R1分43秒KO（左三日月蹴り）   | K-1WORLDMAX | 2023年2月10日  |
| ○    | 髙橋直輝                         | 3R終了判定3-0                 | Krush158【krushスーパーフェザー級タイトルマッチ】                                                               | 2023年2月10日  |
| ○    | 江川優生                         | 3R終了 判定3-0                | ReBOOT～K-1 ReBIRTH～                                                                                           | 2023年9月10日  |
| ○    | 大岩龍矢                         | 3R終了判定2-0                 | K-1WORLDGP2023                                                                                                  | 2022年6月3日   |
| ○    | ペットサムイ・シムラ             | 3R終了 判定3-0                | Krush.146 | 2022年2月25日  |
| ×    | 朝久裕貴                         | 1R 0分37秒                    | K-1 WORLD GP 2022 JAPAN 〜K-1よこはまつり〜【K-1 WORLD GP 第5代スーパー・フェザー級王座決定トーナメント準決勝】 | 2022年9月11日  |
| ○    | スタウロス・エグザコスティディス | 3R 1分41秒 KO（左ハイキック） | K-1 WORLD GP 2022 JAPAN 〜K-1よこはまつり〜【K-1 WORLD GP 第5代スーパー・フェザー級王座決定トーナメント一回戦】 | 2022年9月11日  |
| ○    | 石田勝希                         | 判定3-0                       | krush.139 | 2022年6月17日  |
| ×    | 中島千博                         | 3R終了 判定3-0                | Krush.133スーパー・フェザー級王座決定トーナメント・決勝戦/3分3R・延長1R                                         | 2022年1月28日  |
| ○    | 山本直樹                         | 2R 1分32秒 KO                 | Krush.133スーパー・フェザー級王座決定トーナメント・準決勝/3分3R・延長1R                                         | 2022年1月28日  |
| ○    | 松本涼雅                         | 2R 2分40秒 KO(フック連打)     | Krush.130 | 2021年10月31日 |
| ○    | 佑典                             | 1R 0分29秒 左フック           | K-1 WORLD GP 2021 JAPAN ～K’FESTA.4 Day.2～                                                                     | 2021年3月28日  |
| ○    | 西京佑馬                         | 3R終了 判定3-0                | Krush.117 | 2020年9月26日  |
| ○    | 中島千博                         | 3R終了 判定3-0                | Krush.111 | 2020年2月24日  |
| ×    | 朝久泰央                         | 3R終了 判定3-0                | Krush.104 | 2019年8月31日  |
| ○    | 斎藤祐斗                         | 1R 2分00秒 KO(左ストレート)   | Krush.99 | 2019年3月30日  |
| ○    | 優谷                             | 1R 0分36秒 KO(左クロス)       | K-1 WORLD GP 2018 JAPAN ～第3代スーパー・ライト級王座決定トーナメント～                                         | 2018年11月3日  |
| ○    | 川口拓真                         | 3R終了 判定3-0                | KHAOS.6 | 2018年9月1日   |
| ○    | 久保一馬                         | 2R 2分5秒 KO(連打)            | K-1 WORLD GP 2018 JAPAN ～第2代フェザー級王座決定トーナメント～                                                 | 2018年6月17日  |
| ×    | SHUN JANJIR                      | 判定0-3                       | J-FIGHT & J-GIRLS 2017～J-NETWORK 20th Anniversary～2nd                                                         | 2017年4月23日  |
| ○    | 藤田“酔拳”義文                   | 判定3-0                       | J-NETWORK 2016 フェザー級新人王トーナメント 決勝戦                                                              | 2016年10月10日 |
| ○    | 忠勝                             | 判定3-0                       | NETWORK 2016 フェザー級新人王トーナメント 一回戦 サバイバルマッチ1                                              | 2016年03月27日 |

### アマチュアキックボクシング
| 勝敗 | 対戦相手   | 試合結果    | 大会名                                                                                | 開催年月日         |
| ×    | 兼田将暉   | 判定3-0     | K-1甲子園2017/高校生日本一決定トーナメント～ -60kg決勝戦/2分3R・延長1R                | 2017年11月23日     |
| ○    | 相川晃弘   | 0-3         | K-1甲子園2017/高校生日本一決定トーナメント～ -60kg準決勝/2分3R・延長1R                | 2017年11月23日     |
| ○    | 手塚翔太   | KO          | K-1甲子園2017/高校生日本一決定トーナメント～ -60kg準々決勝/2分3R・延長1R              | 2017年11月23日     |
| ○    | 岡本一馬   | KO          | K-1甲子園2017/高校生日本一決定トーナメント～ -60kg一回戦/2分3R・延長1R                | 2017年11月23日     |
| ×    | 林勇汰     | 延長判定0-3 | K-1 甲子園 2016 ~高校生日本一決定トーナメント~                                        | 2016年07月30日     |
| ○    | 赤羽根烈   | 判定3-0     | K-1 甲子園 2016 ~高校生日本一決定トーナメント~                                        | 2016年07月30日     |
| ○    | 瀬良璃明武 | 判定3-0     | K-1 甲子園 2016 ~高校生日本一決定トーナメント~                                        | 2016年07月30日     |
| ○    | 中田裕司   | 判定2-0     | 第13回J-NETWORKアマチュア全日本大会～秋の陣～Aリーグトーナメント フェザー級 決勝戦    | 2015年11月22日     |
| ○    | 室舘洸介   | 判定3-0     | 第13回J-NETWORKアマチュア全日本大会～秋の陣～ Aリーグトーナメント フェザー級 準決勝   | 2015年11月22日     |
| ○    | 佐藤駿     | 判定3-0     | 第13回J-NETWORKアマチュア全日本大会～秋の陣～ Aリーグトーナメント フェザー級 準々決勝 | 2015年11月22日     |
| ○    | 熊谷拓巳   | 判定3-0     | 第13回J-NETWORKアマチュア全日本大会～秋の陣～ Aリーグトーナメント フェザー級 二回戦   | 2015年11月22日     |
| ×    | 西京春馬   | 判定3-0     | K-1 甲子園 2016 ~高校生日本一決定トーナメント~                                        | 2015年08月15日(土) |
| ○    | 泉健太     | KO          | K-1 甲子園2015 ～高校生日本一決定トーナメント～                                       | 2015年08月15日(土) |

### エキシビション
| 勝敗 | 対戦相手 | 試合結果 | 大会名                | 開催年月日     |
| -    | 横山晏輝 | 2分2R    | 第220回定期戦SMASHERS | 2022年03月13日 |

## 獲得タイトル
- 第13回アマチュア全日本Aリーグフェザー級優勝
- 第4回J-GROWアマチュアフェザー級王者
- J-NETWORK2016年度フェザー級新人王
- K-1甲子園2017準優勝
- 第9回群馬県硬式空手道選手権大会男子中学生優勝
- 第8回群馬県硬式空手道選手権大会男子小学5年準優勝
- 第10代Krushスーパー・フェザー級王座決定トーナメント準優勝
- K-1 WORLD GP 第5代スーパー・フェザー級王座決定トーナメント三位
- 第12代Krushスーパーフェザー級王者

## 表彰
- 第13回J-NETWORKアマチュア全日本大会～秋の陣～敢闘賞